# Циппус

Форми ципі

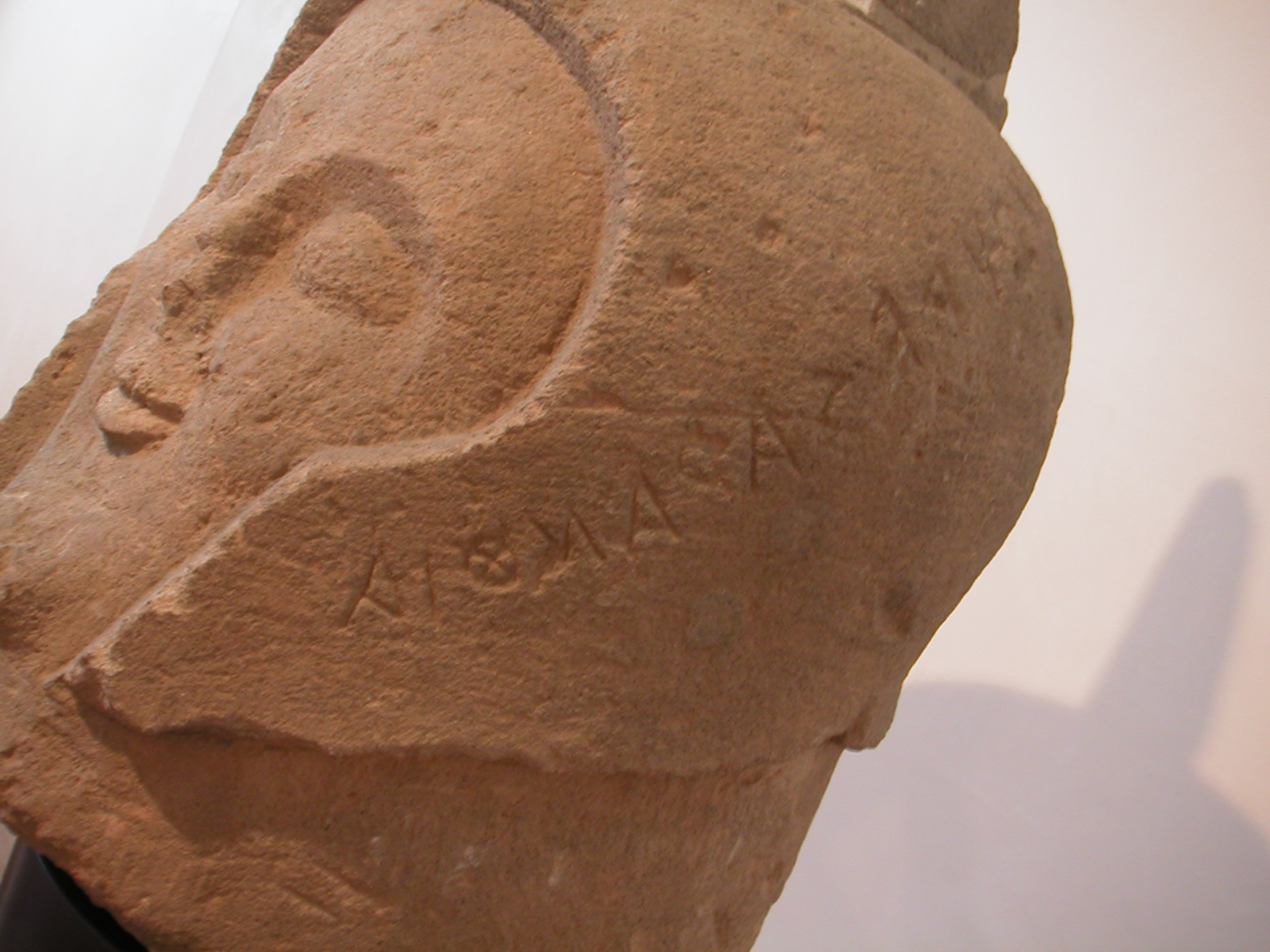
Циппус із головою воїна

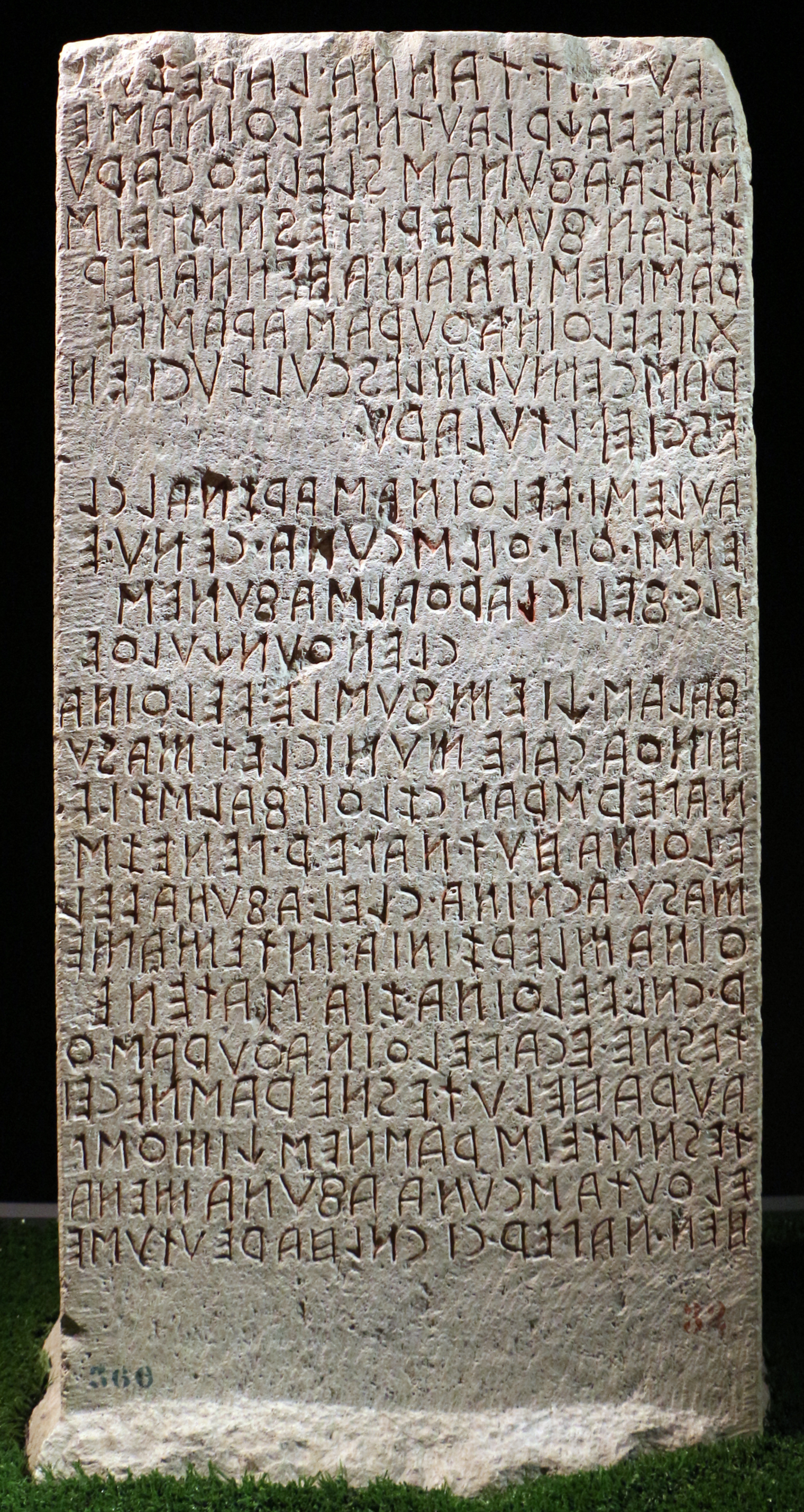
Cippus Perusinus

Ципп, циппус (лат. cippus — пірамідальний стовп) — етруська надгробна прикраса у вигляді конуса, даху або плити.

## Опис
Як правило, мали кубічну, яйцеподібну, сферичну або циліндричну форму.
Так званий «Cippus Abellanus» (осканською мовою), як і «Cippus Peru Sinus» не мають могильного каменю. Останній містить текст із 46 рядків та ста слів — угода між двома сім'ями про земельний кордон.
Карфагенські циппи мають основу у формі єгипетських стел, які теж іноді називаються циппи (наприклад, «Cippi Metternich» у Британському музеї). Пунічні циппи можна знайти в Північній Африці, а також у Сардинії (Кальярі, Теті, Фаррос), у Сицилії (Моціа) та Іспанії (Уельва та Кастельдефельс, Барселона).
Важливе значення для науки має мальтійські ципі Мелькарта з фінікійськими та грецькими написами. Вони дозволили вперше розшифрувати фінікійський алфавіт.